# Martha Mattox
Martha Mattox (19 de junio de 1879 - 2 de mayo de 1933) fue una actriz de cine mudo estadounidense, conocida por interpretar a Mammy Pleasant en la película de 1927 El legado tenebroso (en el original en inglés, The Cat and the Canary).
Nacida en Natchez (Misisipi), Mattox asistió a  la Escuela East Mississippi, y estudió arte dramático. Un artículo de 1923 en el Calgary Herald, la describió como "Una criolla de pura sangre", de ascendencia española por parte de padre y francesa por parte de madre.
Comenzó actuando en el teatro, incluyendo actuaciones con la Marion Leonard Company. Después de trabajar en el teatro, comenzó a actuar en el cine, principalmente en westerns, acción, melodramas y comedias. Hizo su debut en el cine en 1915, e interpretó una variedad de papeles durante la época del cine mudo.
Las actividades en la vida personal de Mattox incluyeron la donación de premios y la selección de ganadores en la Better Baby Exposition.
El 2 de mayo de 1933, Mattox murió debido a una enfermedad cardíaca a los 53 años.

## Filmografía
- Buckshot John (1915) (Sin acreditar)
- The Hungry Actors (1915) (Sin acreditar)
- Bucking Broadway (1917) (Sin acreditar)
- The Charmer (1917)
- Wild Women (1918)
- Thieves' Gold (1918)
- The Scarlet Drop (1918)
- Danger, Go Slow (1918) (Sin acreditar)
- Ace High (1919)
- The Wicked Darling (1919)
- The Scarlet Shadow (1919)
- The Sheriff's Oath (1920)
- Huckleberry Finn (1920)
- Old Lady 31 (1920)
- A Cumberland Romance (1920)
- A Game Chicken (1922)
- Beauty's Worth (1922)
- Top o' the Morning (1922)
- Hearts Aflame (1923)
- Three Wise Fools (1923)
- Bavu (1923)
- Red Lights (1923)
- The Hero (1923)
- Maytime (1923)
- Look Your Best (1923)
- The Family Secret (1924)
- Oh Doctor (1925)
- Dangerous Innocence (1925)
- The Man in Blue (1925)
- The Keeper of the Bees (1925)
- The Home Maker (1925)
- Infatuation (1925)
- Torrent (1926)
- Christine of the Big Tops (1926)
- Twinkletoes (1926)
- The Yankee Señor (1926)
- Snowbound (1927)
- The Devil Dancer (1927)
- El legado tenebroso (The Cat and the Canary) (1927)
- Her Wild Oat (1927)
- The Thirteenth Juror (1927)
- Old San Francisco (1927)
- Finger Prints (1927)
- The Little Shepherd of Kingdom Come (1928)
- Fools for Luck (1928)
- The Wreck of the Singapore (1928)
- A Bit of Heaven (1928)
- The Fatal Warning (1929)
- Montmartre Rose (1929)
- The Love Racket (1929)
- Born to Love (1931)
- Misbehaving Ladies (1931)
- Murder by the Clock (1931)
- Dynamite Ranch (1932)
- The Monster Walks (1932)
- Heroes of the West (1932)
- Haunted Gold (1932)